# La fortuna di Zanze
La fortuna di Zanze è un film del 1933 diretto da Amleto Palermi.